# مومسيلو غافريك (لاعب كرة قدم)
مومسيلو غافريك هو لاعب كرة قدم كرواتي في مركز الدفاع، ولد في 4 أغسطس 1938 في سيني، كرواتيا في كرواتيا، وتوفي في 13 مارس 2010 في سان خوسيه في الولايات المتحدة بسبب مرض باركنسون. لعب مع سان فرانسيسكو 49.